# Hirudisoma hirsutum
Hirudisoma hirsutum är en mångfotingart som först beskrevs av Karl Wilhelm Verhoeff 1901.  Hirudisoma hirsutum ingår i släktet Hirudisoma och familjen Hirudisomatidae. Inga underarter finns listade i Catalogue of Life.